# Уриказа
Ензимът уратоксидаза (UO), уриказа или независима уратхидроксилаза, който липсва при хората, катализира окисляването на пикочната киселина в 5-хидроксиизурат:
Пикочна киселина + O2 + H2O → 5-хидроксиизурат + H2O2
5-хидроксиизурат + H2O → алантоин + CO2

## Структура
Уратоксидазата се намира основно в черния дроб, където образува голяма, наситена с електрони, паракристална сърцевина в много пероксизоми. Ензимът съществува като тетрамер от идентични подединици, всяка от които съдържа потенциален център за свързване с мед тип 2.
Уратоксидазата е хомотетрамерен ензим, съдържащ четири идентични активни центъра, разположени между четирите ѝ подединици. Уратоксидазата от A. flavus е съставена от 301 остатъчни вещества, а молекулното ѝ тегло е 33438 далтона. Тя е уникална в сравнение с другите оксидази поради това, че не се нуждае от метален атом или органичен кофактор за катализа. Резултатите от секвенирането на няколко организма показват, че има 24 аминокиселини, които се запазват, като 15 от тях участват в активния център.

## Механизъм на реакция
Уратоксидазата е първият от трите ензима, които преобразуват пикочната киселина в S-(+)-алантоин. След преобразуването на пикочната киселина в 5-хидроксиизурат от страна на уратоксидазата, 5-хидроксиизуратът (HIU) се преобразува в 2-оксо-4-хидрокси-4-карбокси-5-урейдоимидазолин (OHCU) от HIU хидролазата, а след това в S-(+)-алантоин от 2-оксо-4-хидрокси-4-карбокси-5-урейдоимидазолин декарбоксилазата (OHCU декарбоксилаза). Без HIU хидролазата и OHCU декарбоксилазата HIU спонтанно се разгражда до рацемичен алантоин.
В активния център на уратоксидазата има каталитичен център, който удържа пикочната киселина и нейните аналози в една и съща ориентация, както и общ каталитичен център, през който последователно преминават кислород, вода и водороден пероксид. Този механизъм е подобен на каталазата, той превръща водородния пероксид обратно в кислород и последователно прекарва водородния пероксид и водата през общия каталитичен център. Рентгеновата кристалография показва, че пикочната киселина първо се свързва с активния център като моноанион, след което се депротонира до дианион. Дианионът се стабилизира от Arg 176 и Gln 228 на ензима. Кислородът последователно приема двойката електрони от дианиона на пикочната киселина и се превръща във водороден пероксид, който се заменя от вода, която извършва нуклеофилна атака върху междинното звено, за да се произведе 5-хидроксиизурат.
Известно е, че уратоксидазата се инхибира от йоните както на цианида, така и на хлора. Това става поради анионните-π взаимодействия между инхибитора и субстрата на пикочната киселина.

## Значение на липсата ѝ при хората
Уратоксидазата се намира почти във всички организми от бактериите до млекопитаещите, но е неактивна при хората и няколко човекоподобни маймуни. Това означава, че вместо да се произвежда алантоин като краен продукт на пуриновата оксидация, пътят на обмяната завършва с пикочна киселина. В резултат на това, хората имат много по-високи и много по-вариращи нива на урати в кръвта, в сравнение с повечето други млекопитаещи.
Предполага се, че загубата на генната експресия на уратоксидазата е била изгодна за хоминидите, защото пикочната киселина е мощен антиоксидант, който поглъща синглетния кислород и радикалите. Наличието ѝ осигурява на организма защита от оксидативни увреждания, което води до удължаване на живота и намаляване на заболеваемостта от рак в зависимост от възрастта.
Въпреки това, пикочната киселина играе сложна физиологична роля в редица процеси, включително за сигнализиране на възпаления и рискове, като съвременните диети, богати на пурини, могат да доведат до хиперурикемия, свързана с много болести, включително с риск от развитие на подагра.